# Further
Further — седьмой студийный альбом The Chemical Brothers, выпущенный 14 июня 2010 года. Пластинка стала номинантом в категории Best Electronic/Dance Album на 53-й церемонии «Грэмми» в 2011 году.

## Об альбоме
Название альбома и дата релиза была объявлена на официальном сайте группы 30 марта 2010. Все 8 композиций с альбома сопровождаются соответствующими клипами, снятыми специально для их сопоставления, Адамом Смитом и Марком Лайалом.
«Further» стал первым альбомом Chemical Brothers в котором нет сотрудничества с любыми другими исполнителями. Вокальные функции исполняет Том Роулэндс. Пластинка знаменательна тем, что на ней отсутствуют приглашённые вокалисты.
Буквально в считанные дни до выпуска релиза на официальном канале Parlophone на YouTube появилось интерактивное видеопревью альбома Further.

## Список композиций
Источник: .
| №   | Название                                                         | Длительность |
| --- | ---------------------------------------------------------------- | ------------ |
| 1.  | «Snow»                                                           | 5:07         |
| 2.  | «Escape Velocity»                                                | 11:57        |
| 3.  | «Another World»                                                  | 5:40         |
| 4.  | «Dissolve»                                                       | 6:21         |
| 5.  | «Horse Power»                                                    | 5:51         |
| 6.  | «Swoon»                                                          | 6:05         |
| 7.  | «K+D+B»                                                          | 5:39         |
| 8.  | «Wonders of the Deep»                                            | 5:12         |
| 9.  | «Don't Think (бонусный трек для iTunes)»                         | 7:44         |
| 10. | «Pourquoi (бонусный трек только для североамериканского iTunes)» | 6:02         |

## Синглы
- «Escape Velocity» — был выпущен 12 апреля 2010 года в качестве винилового издания.
- «Swoon» — вышел 9 июня 2010 года. Достиг 85 места в британских чартах. Также в формате цифровой дистрибуции доступны версии (Boys Noize Summer Remix) и (Lindstrøm & Prins Thomas Remix).
- «Another World» — был выпущен в цифровом формате 16 августа 2010 года.
- «Horse Power» — был выпущен в 2010 году как промо DJ сингл. Песня не попала в британские чарты. Также доступна версия песни в обработке DJ Popof.

## Чарты
| Чарт (2010)                     | Пик |
| ------------------------------- | --- |
| Австрия                         | 48  |
| Бельгия                         | 21  |
| Голландия                       | 42  |
| Французский чарт цифровых копий | 12  |
| Франция                         | 34  |
| Германия                        | 35  |
| Греция                          | 2   |
| Новая Зеландия                  | 19  |
| Польша                          | 23  |
| Швеция                          | 56  |
| Швейцария                       | 5   |